# Медведь, Золтан
Золтан Медведь (венг. Medvegy Zoltán; род. 21 марта 1979) — венгерский шахматист, гроссмейстер (2002).
Участник 27-го чемпионата Европы среди юниоров (1999) в г. Патры (4-е место, 47 участников) и 11-го личного чемпионата Европы (2010) в г. Риека (268-е место, 408 участников).
В составе сборной Венгрии бронзовый призёр 1-го командного чемпионата мира среди юниоров (1998) в г. Рио-де-Жанейро (выступал на 1-й доске).
В составе команды шахматного клуба города Бихача бронзовый призёр 8-го командного чемпионата Боснии и Герцеговины (2009) в г. Баня-Вручица. З. Медведь играл на 6-й доске и завоевал серебряную медаль в индивидуальном зачёте.

## Изменения рейтинга
| Графики недоступны из-за технических проблем. См. информацию на Фабрикаторе и на mediawiki.org. |